# افکنه

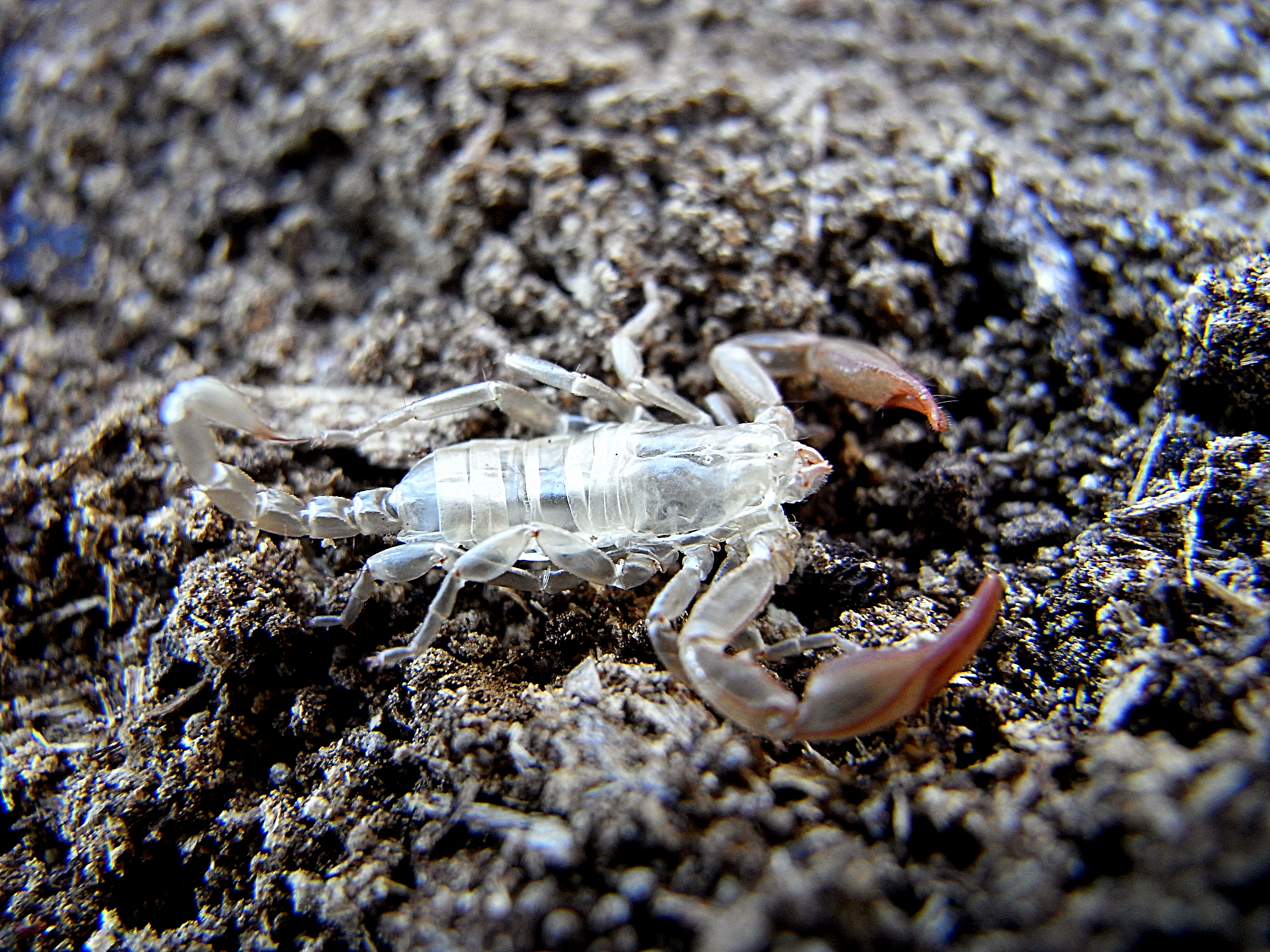
افکنه یک عقرب.

اَفکَنه (به انگلیسی: Exuvia)، پوست دورانداخته شده جانوران بندپا پس از پوست‌اندازی می‌باشد.
افکنه از این جهت برای زیست‌شناسان اهمیت دارد که آن‌ها می‌توانند از روی افکنه‌ها گونه جانور و حتی جنسیت آن را تشخیص دهند. 
از آن جهت که مطالعه مستقیم حشرات، سخت‌پوستان، و عنکبوتیان در یک زیستگاه چندان آسان نیست بررسی افکنه‌های پراکنده آن‌ها در زیستگاه کمک زیادی به مطالعات پراکنش، و دیگر ویژگی‌های این جانوران در منطقه مورد مطالعه می‌کند.
در مورد جانوران باستانی هم‌چون سه‌لَپی‌ها، خرچنگ‌های نعلی، و عقرب‌های دریایی، در بسیاری موارد به جای سنگواره، بازمانده‌های افکنه آن‌ها است که اطلاعاتی در مورد این جانوران فراهم می‌کند.